# Shireen (band)
Shireen is een Nederlandse band met invloeden uit de folk, rock en elektronische muziek. De band werd in 2010 opgericht in de Zuid-Hollandse stad Rotterdam. De groep noemt hun muziekstijl 'witchpop' of 'witchrock'.

## Bezetting

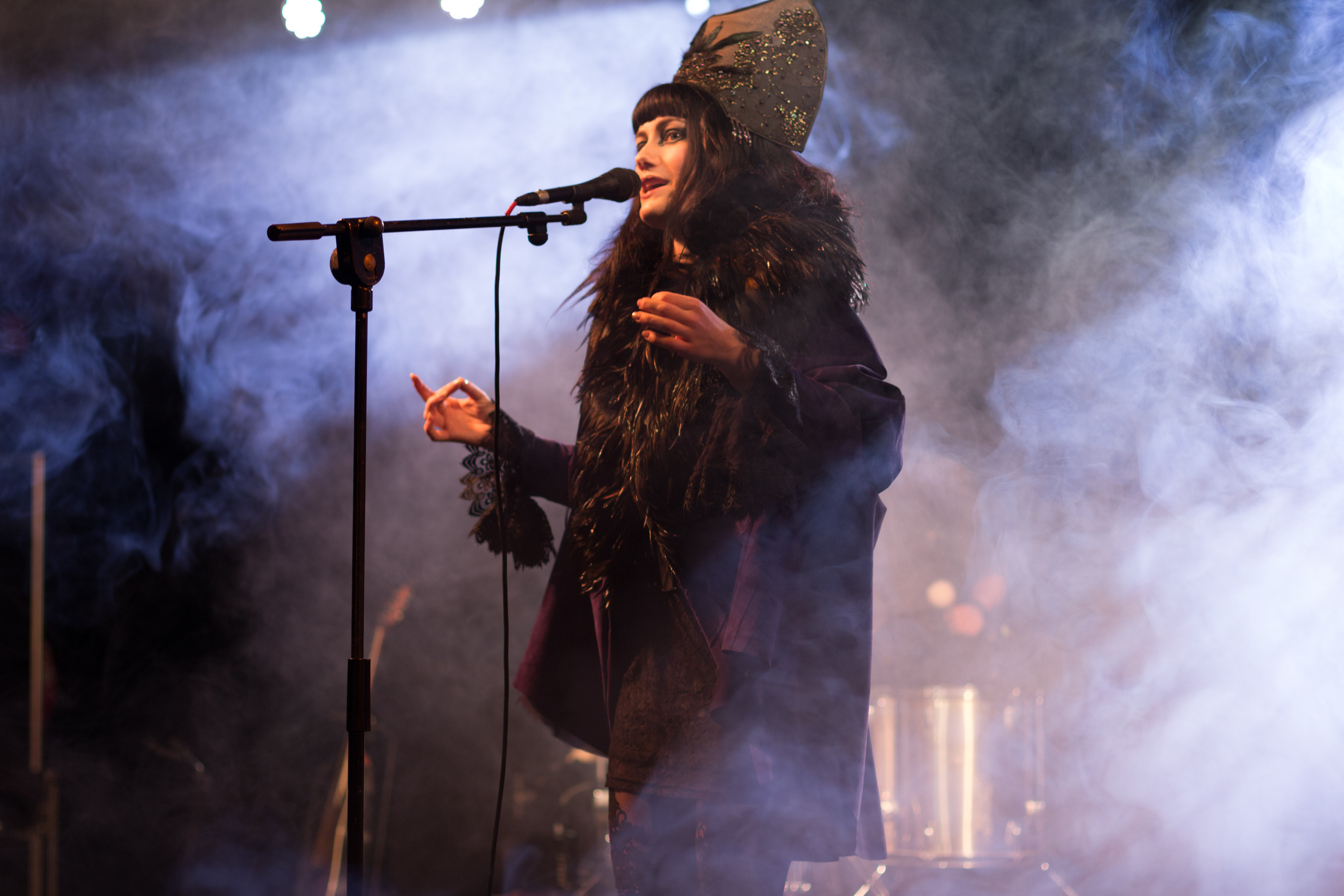
Annicke Shireen (2014)

### Huidige bandleden
- Annicke Shireen – vocalen
- Berend de Vries – lead- en slaggitaar
- Rowan Schuddeboom – viool
- Guido Bergman – keyboards
- Hein Bles – basgitaar
- Wouter Macare – drumstel

### Voormalige bandleden
- Sophie Zaaijer – viool, cello en achtergrondzang
- Marijn Sies – percussie
- Thomas Biesmeijer – akoestische gitaar

## Discografie

### Albums
- Matriarch (2017)
- Elytra (2024)

### Livealbums
- Elytra Live (2025)

### Ep's
- Tempest (2019)

### Singles
- Values In Blood (2017)
- So Human Of You (2017)
- Tiny Boxes (2017)
- Fake Tears (2023)
- Taste The Flames (2023)
- Beacon (2024)

## Bandnaam
De bandnaam 'Shireen' verwijst naar de gelijknamige tweede voornaam van leadzangeres en oprichtster Annicke Shireen. Het betreft een Perzische meisjesnaam die 'zoet' betekent.